# Bomb Bomb
«Bomb Bomb» — сингл южнокорейской смешанной группы KARD. Он был выпущен 27 марта 2019 года лейблом DSP Media и распространен Kakao M, в качестве цифрового сингла. В тот же день был выпущен клип на песню.

## Композиция
Песня была написана участником группы BM и продюсером 24.

## Предпосылки и релиз
18 марта 2019 года было объявлено, что группа вернется с цифровым синглом под названием «Bomb Bomb» 27 марта. Через день был выпущен видео-тизер, показывающее каждого участника. Видео достигло 600 000 тысяч просмотров за три дня, а канал группы на Youtub достиг 1,8 миллиона подписчиков.  21 марта были выпущены отдельные концептуальные фотографии.
«Bomb Bomb» был выпущен как цифровой сингл 27 марта 2019 года через различные музыкальные порталы, включая MelOn и iTunes.

## Коммерческий успех
«Bomb» возглавил чарты синглов iTunes K-pop в 21 стране, включая развивающиеся рынки, такие как Бразилия, Мексика, Франция и Испания, а также крупные рынки, такие как Соединенные Штаты и Великобритания. Песня также заняла 20-е место в мировом чарте iTunes, а также в чарте синглов iTunes 44-е место в США и 69-е место в Великобритании.
Песня дебютировала на 3 строчке в чарте продаж цифровых синглов в США, отметив свою седьмую запись в чарте и свой пятый хит Top 5, после того, как «Oh Nana» и «Don't Recall» достигли пика на 5 строчке, а «Rumor» на 3 строчке и  «Hola Hola» на 4 строчке.

## Чарты
| Чарты (2019)                       | Пиковая позиция |
| ---------------------------------- | --------------- |
| US World Digital Songs (Billboard) | 3               |